# Jean-Pierre
Jean-Pierre is een Nederlandse gagstrip die wordt geschreven en getekend door striptekenaar Hein de Kort. De Kort tekent deze strip in een wat morsige, vlekkerige stijl die in Frankrijk weleens de "ligne crade" (vuile lijn) wordt genoemd. De strip gaat over de aap Jean-Pierre.
De strip verscheen van 1990 tot 1999 in het stripblad SjoSji. De strip werd ook uitgegeven in albums, aanvankelijk door uitgeverij CIC en later door Big Balloon.